# باقر عاملی
باقر عاملی سیاست‌مدار ایرانی بود، که در  دوره بیست و یکم  بعنوان نماینده تهران در مجلس شورای ملی حضور داشت.

## زندگی
باقر عاملی در سال ۱۲۹۱ شهر مشهد متولد شد. بعد از انجام تحصیلات ابتدائی و متوسطه وارد دانشکده حقوق شد و لیسانس در حقوق قضایی گردید. در ۱۳۱۶ به خدمت در دادگستری درآمد و تدریجاً مشاغل قضائی را به ترتیب احراز نمود.

### مسئولیت‌های وی
اهم مشاغل او بازپرس، رئیس دادگاه، دادستان شیراز، دادستان کرمان، رئیس دادگستری یزد، ریاست استیناف کرمانشاه، دادستان تهران، دادستان دیوان کیفر، ریاست کل دادگاه‌های دیوان کیفر، ریاست دادگاه‌های استان تهران، مستشار و رئیس شعبه دیوان عالی کشور بود. در ۱۳۳۴ دوره دکترای حقوق را در دانشکده حقوق تهران در رشته حقوق جزائی طی کرد. در ۱۳۳۶ به معاونت پارلمانی وزارت دادگستری منصوب شد و چند سالی در آن سمت بود. در انتخابات دورهٔ بیست و یکم از تهران نماینده مجلس گردید و در انتخابات هیئت رئیسه نایب رئیس اول شد. در ۱۳۴۲ در کابینه حسنعلی منصور به سمت وزیر دادگستری معرفی شد. در ۱۳۴۳ در کابینه امیرعباس هویدا همان سمت را داشت. در ۱۳۴۵ از وزارت کنار رفت. از تالیفات او حقوق خانواده است که با مهارت و تسلط بر مبانی حقوق ایران تهیه شده است. سالیانی دراز در دانشکده‌ها و مدارس عالی تدریس می‌کرد. با وجودی که وکیل درجه اول دادگستری بود، هرگز وکالتی را قبول نکرد. وی در سال ۱۳۷۷ در مسافرتی که به آمریکا نموده بود در همان‌جا درگذشت.